# Цветное (Ставропольский край)
Цветно́е — село в Кочубеевском районе (муниципальном округе) Ставропольского края России.

## География
Расстояние до краевого центра: 54 км.
Расстояние до районного центра: 18 км.

## История
6 июля 1994 года Глава администрации Ставропольского края постановил «Зарегистрировать образованный в Кочубеевском районе населённый пункт, присвоив ему наименование — село Цветное, подчинив его территориально администрации Вревского сельсовета».
11 января 1995 года Главы администрации Ставропольского края постановил «Образовать в Кочубеевском районе Мищенский сельсовет с центром в хуторе Мищенский, включив в его состав выделенные из Вревского сельсовета этого же района село Цветное, хутор Мищенский и хутор Степной».
До 16 марта 2020 года село входило в упразднённый  Мищенский сельсовет.

## Население
| 2002 | 2010 | 2014 |
| ---- | ---- | ---- |
| 206  | ↘190 | ↘100 |

По данным переписи 2002 года в национальной структуре населения преобладают русские (91 %).

## Инфраструктура
Медицинскую помощь оказывает здравпункт.
В 2009 году обеспечено газоснабжение села в соответствии с программой ОАО «Газпром» «Газификация регионов РФ».

## Уличная сеть
В селе три улицы — Садовая и Школьная, Калининградская.

## Образование
- Военно-патриотический лагерь[11].

## Культовые сооружения
Перед населённым пунктом расположено общественное открытое кладбище площадью 1615,25 м².